# 評定奉行
評定奉行（ひょうじょうぶぎょう）は、鎌倉幕府・室町幕府の職名。評定衆中の長老より選任され、引付頭人を兼ねた。政所評定の幹事を勤め、評定衆の席次進止を掌った。鎌倉幕府では建長3年（1251年）の安達義景を初代とし、北条氏以外の者から補任されるのを例とした。室町幕府もこの職制を受け継ぎ、畠山国清を初代とする。その後評定衆の中から年功によって奉行に補されたが、その中でも名家とされた佐々木氏・二階堂氏・摂津氏から任じられた。応仁の乱以後は形骸化し、将軍交替などに伴う評定始に際して摂津氏が任じられて儀礼を掌るのみで実際の評定は行われなくなった。なお、室町幕府が鎌倉に設置した鎌倉府にも評定奉行が置かれたことが知られている。